# Dockanema
Dockanema és un festival de cinema documental realitzat anualment a Maputo, Moçambic. La primera edició es va fer el setembre de 2006 amb una participació de 70 pel·lícules, produït per la productora Ebano Multimedia en associació amb AMOCINE (Associació de Cineastes de Moçambic). La segona edició de Dockanema va tenir lloc del 14 al 23 de setembre de 2007 a Maputo, i hi participaren més de 80 pel·lícules. A la tercera en 2008 hi van participar 80 pel·lícules i fou oberta per Stranded, de l'uruguaià Gonzalo Arijon. A la quarta edició de l'11 al 20 de setembre de 2009 hi destacaren els documentals I Love You de Rogério Manjate i Desobediência de Licínio Azevedo.
En la seva programació, el Dockanema presenta el Fòrum Dockanema, una sèrie de seminaris, workshops i panells, a fi d'estimular el debat sobre les qüestions relacionades amb l'art i la tècnica de producció del cinema documental. Aprofitant la presència a Maputo de cineastes i professionals del cinema de renom, aquesta és l'oportunitat per als cineastes locals i regionals per ampliar els seus coneixements, habilitats i contactes professionals.